# Analsex
 Der er for få eller ingen kildehenvisninger i denne artikel, hvilket er et problem. Du kan hjælpe ved at angive troværdige kilder til de påstande, som fremføres i artiklen.

Analsex eller paedicatio er samleje udført ved at den ene part trænger sin penis ind i den andens endetarm via lukkemusklen anus
Analsex mellem to mænd er almindeligt i homoseksuel sammenhæng. Analsex mellem en mand og en kvinde kaldes også paedicatio mulieris. Med et slangudtryk kaldes analsex for græsk. Forskellige former for analsex og manuel anal penetration kendes under forskellige latinske navne og anses i nogle lande for sodomi. Ved analsex kan der være større risiko for at man får klamydia eller Aids (HIV), end ved vaginalt samleje.
En variation – der dog sjældent henføres til analsex, men til pædicare – er at kvinden har en genstand siddende i skeden og stikker den anden ende i mandens endetarm.

## Mulige komplikationer
Analsex indebærer en lang række risici, som bl.a. skyldes at sårbarheden af vævet omkring anus er høj og at endetarmen er rig på infektionskilder. Analsex øger risikoen for infektioner, rifter, sivende afføring, prolaps af endetarm, hæmorider og analkræft. Det skal her bemærkes, at disse komplikationer kan skabe betydelige problemer i dagligdagen, da det kan medføre blødninger, uønsket lugt, smerte ved at sidde ned og smerte ved toiletbesøg. Disse sygdomme og skader kan dog til en vis grad forebygges ved god hygiejne, brug af kondom, glidecreme og den rette teknik. Ud fra et sundhedsmæssigt synspunkt vil vaginal- og oralsex dog klart være mindre risikabelt.[kilde mangler]

## Hyppighed
Edward O. Laumann kom til den konklusion, at ca. 20% af heteroseksuelle i den amerikanske befolkning havde prøvet analsex. En nyere undersøgelse fra University of British Columbia anslår antallet af heteroseksuelle, som har dyrket analsex, til mellem 30% og 50%, hvoraf mange har gjort det regelmæssigt. En fransk undersøgelse af 500 kvinder konkluderede, at 29% havde prøvet analsex, omend kun ca. en tredjedel af disse angav, at de havde nydt oplevelsen. En undersøgelse foretaget i 2006 af Centers for Disease Control kom til den konklusion, at forekomsten af anale samlejer i den heteroseksuelle befolkning var opadgående og at 38,2% af mænd mellem 20 og 39 samt 32,6% af kvinder mellem 18 og 44 praktiserede heteroseksuel analsex. [kilde mangler]